# Jean-Baptiste Annibal Aubert du Bayet
Pour les articles homonymes, voir Aubert et Bayet (homonymie).
Jean Baptiste Annibal Aubert du Bayet ou Aubert-Dubayet, né le 19 août 1757 à La Mobile alors en Louisiane (actuellement en Alabama) ou à Baton Rouge et mort le 17 décembre 1797 à Constantinople, est un homme politique et général de la Révolution française.

## Biographie
Son père, Jean Baptiste Michel Aubert, originaire de Grenoble, est capitaine d’infanterie en Louisiane où il arrive en 1751. Nommé à La Mobile, il y commande pendant huit ans, c'est-à-dire jusqu'en 1762, les soldats français stationnés dans cette ville. C'est sans doute là qu'il rencontre sa femme, Louise Marguerite Bernoudy qui appartient à une famille de colons implantée à la Nouvelle-Orléans et La Mobile, et que naît son fils Jean Baptiste Annibal. 
En 1762, par suite de la défaite des Français face aux Anglais et de l'abandon d'une partie de la Louisiane, la famille se replie sur la Nouvelle-Orléans. Jean-Baptiste Annibal est envoyé ensuite en France pour faire une carrière d'officier. Grâce à l'appui de plusieurs officiers membres de sa famille dont le maréchal de camp Jean-Baptiste Martin du Bayet, il est nommé sous-lieutenant au régiment de Bourbonnais. Alors que son père est reparti pour la France en 1774, Jean-Baptiste Aubert participe en 1775, à 18 ans, à la guerre d'indépendance des États-Unis. À la mort de son père en 1779 il est adopté par son oncle, Jean-Baptiste Martin du Bayet, qui lui lègue sa fortune et son nom. Il se fait désormais appeler Aubert du Bayet, nom qu'il modifie à la Révolution en Aubert Dubayet. 
Capitaine du régiment du Bourbonnais alors en garnison à Metz, Jean Baptiste Aubert publie anonymement en 1787 un libelle insultant et si violemment hostile aux juifs que le parlement de Metz ordonne sa destruction,. 
En septembre 1791, Aubert-Dubayet est élu député du département de l'Isère, le premier sur neuf, à l'Assemblée nationale législative. Il est élu président le 8 juillet 1792. Il vote contre la mise en accusation du marquis de Lafayette. 
À la fin de son mandat, il rejoint l'armée. Il est promu général de brigade le 2 avril 1793. Pendant le siège de Mayence (1793), il défend la ville, aux côtés du général Kléber avant de capituler le 23 juillet 1793. Les coalisés acceptent de libérer les régiments défaits contre la promesse de ne plus être utilisés contre eux. L'armée de Mayence est envoyée dans l'ouest pour renforcer les armées républicaines en lutte contre les insurgés vendéens, renforçant l'armée des côtes de Brest.
Aubert du Bayet défile le 3 septembre à Nantes à la tête de cette armée, qui est engagée le 8 septembre à la bataille de Torfou (défaite républicaine), puis le 22 septembre à la bataille du Pallet. À la suite de ces deux revers, il est accusé de « tiédeur républicaine » par les deux représentants en mission de la Convention, démis de ses fonctions, rappelé à Paris et incarcéré durant la Terreur.
Libéré sous le Directoire, il est nommé général en chef de l’armée des côtes de Cherbourg du 1er mai au 11 novembre 1795. Le 8 février 1796 il quitte le ministère de la guerre où on vient de le nommer le 3 novembre 1795.
Il devient ambassadeur à Constantinople où il arrive le 17 janvier 1797. Il a pour mission de renouer des relations diplomatiques entre la France et l'Empire ottoman en vue d'une alliance contre la Russie. Il obtient que les ambassadeurs de France retrouvent leur privilège de protection des Églises chrétiennes dans l'Empire. Atteint d'une fièvre, il meurt le 17 décembre 1797.
Les papiers personnels du général Jean-Baptiste Annibal Aubert du Bayet sont conservés aux Archives nationales sous la cote 170AP. Une rue de Grenoble située dans le quartier Championnet. 

## Œuvre
- Le cri du citoyen contre les Juifs de Metz, Lausanne, 1786 (lire en ligne)
- Loi Relative à la correction des décrets portant vente de biens nationaux, et qui suspend l'impression de ces mêmes décrets, Grenoble, J. M. Cuchet, 1791.